# Luigi Lippomano
Luigi Lippomano, também conhecido como Aluísio Lippomano, Aluysius Lippomanus ou Alvise Lippomano (Veneza, 1496 - Roma, 15 de agosto de 1559) foi um hagiógrafo, diplomata e prelado italiano da Igreja Católica, bispo de Bergamo.

## Biografia
Nascido em Veneza em 1496, era filho ilegítimo do banqueiro veneziano Bartolomeo, que se casou com Orsa Giustinian em 1488. A mãe era provavelmente uma criada chamada Marta, mencionada no testamento do pai.
Realizou estudos humanísticos e teológicos. Fontes indicam que ele frequentou as universidades de Pádua e Roma, onde seu tio Girolamo vivia desde 1515. Luigi chegou a Roma o mais tardar no verão de 1522 - ele foi, de fato, testemunha da solene entrada e coroação do Papa Adriano VI (final de agosto de 1522); em novembro de 1523 ele testemunhou a coroação do Papa Clemente VII. Ele logo decidiu empreender uma carreira eclesiástica e obteve como primeiro benefício um ofício canônico em Bérgamo, onde seu tio Nicolò (1512-16) e a partir de 1516 seu primo Pietro Lippomano sucederam o bispado.
Em 1528 permaneceu por mais de seis meses em Orvieto, na corte de Clemente VII, que fugiu de Roma após o saque. Em uma carta ao primo Pietro ele descreveu a má situação econômica e o declínio dos membros da Cúria Romana. Em outubro do mesmo ano ele enviou, novamente para seu primo Pietro e seu irmão Tommaso, relatórios detalhados da grande enchente do rio Tibre, que ele experimentou em primeira mão.

## Episcopado
Em 1529 tornou-se protonotário apostólico e em 1535, camareiro secreto do Papa. Em 23 de setembro de 1538, o Papa Paulo III o nomeou bispo coadjutor cum iure successis de seu primo Pietro, bispo de Bérgamo, concedendo-lhe a dispensa super defectu natalium, sendo consagrado em Roma, em 7 de fevereiro de 1539 como bispo titular de Modon, pelo cardeal Gian Pietro Carafa, arcebispo de Chieti.
Pietro, após a morte de Gian Matteo Giberti, assumiu o cargo de bispo de Verona em 30 de dezembro de 1543 e a nomeação foi consequentemente integrada com a transferência do coadjutor de Bérgamo de Luigi para a diocese de Verona.
Em maio de 1542, ele foi encarregado de sua primeira missão diplomática como núncio papal. Ele foi enviado a Portugal para comunicar aos bispos do país o convite do Papa Paulo III para participar do próximo concílio a ser realizado em Trento.
No outono de 1545 retornou à Itália e a partir de abril de 1546 participou ativamente do concílio. Em 1547 seguiu os padres conciliares até Bolonha, onde assistiu a todas as sessões. Já nesse período se manifestou sua atitude intransigente "contra esses tristes luteranos", que no Estado da Igreja deveriam ser perseguidos com os meios de uma "gravíssima inquisição".
O Doge Francesco Donato, com um decreto de 29 de janeiro de 1549, investiu Luigi com a diocese de Verona que, por conta de sua ausência, tomou posse o vigário geral Giacomo Livrieri em 7 de março de 1549. De fato, no final de agosto de 1548, graças ao interesse do cardeal Marcello Cervini, a quem estava ligado por amizade, foi nomeado núncio extraordinário na Germânia.
Além de Luigi, estavam encarregados da missão Sebastiano Pighino, bispo de Ferentino, e Pietro Bertano, bispo de Fano, que já residia na corte imperial como núncio ordinário. As faculdades que lhes eram conferidas regulavam as modalidades de reinserção dos protestantes na Igreja Católica e incluíam o poder de conceder a comunhão sub utraque specie em alguns casos ou de reconhecer os casamentos de sacerdotes dispostos a reentrar na Igreja Romana.
Pela primeira vez Luigi se viu no país devastado pelo cisma. As etapas da viagem foram Innsbruck, Mainz e Colônia. Em quase toda a Germânia eles foram recebidos com hostilidade e desconfiança, como evidencia uma carta de Luigi a Cervini datada de 16 de novembro de 1548: "todos fogem de nós como cobras". As negociações de Carlos V em Bruxelas, onde Luigi havia chegado em 22 de dezembro, estavam indo de forma insatisfatória. Em nenhum dos pontos negociados com o imperador (medidas contra os luteranos e seus escritos, reforma do clero, questão do concílio) foi possível chegar a um acordo. Luigi deixou Bruxelas em 15 de junho de 1549 e, depois de ficar em Salzburgo e visitar Ingolstadt e Dillingen, retornou a Verona em agosto de 1550, onde participou do julgamento realizado naquele ano contra alguns hereges.
Em 4 de março de 1551, Luigi - novamente por recomendação de Marcello Cervini - foi nomeado pelo Papa Júlio III, ao lado do cardeal legado Marcello Crescenzio e Sebastiano Antonio Pighini, seu colega na Alemanha, o terceiro presidente do concílio. Os três prelados fizeram sua entrada solene em Trento em 29 de abril. Inácio de Loyola juntou-se a Luigi, como conselheiros teológicos, com Diego Laínez e Alfonso Salmerón; Luigi o conhecia e estimava desde que o conhecera em Verona, e o tinha também em sua comitiva na nunciatura subsequente na Polônia. Luigi, que agora considerava insuperável a distância entre católicos e protestantes, permaneceu em Trento até a interrupção do concílio no final de abril de 1552. Nos anos 1553-55, foram feitas visitas apostólicas à diocese de Verona, em parte pelo próprio Luigi.
Em 13 de janeiro de 1555 foi escolhido pelo Papa Júlio III como núncio apostólico na Polônia. No entanto, o início da missão foi adiado pelos dois conclaves de 1555; a nunciatura foi finalmente confirmada pelo Papa Paulo IV em 13 de junho. Durante a viagem, Luigi teve que parar em Augsburgo, onde estava em andamento uma Dieta imperial decisiva do ponto de vista político-confessional.
No início de setembro, Paulo IV ordenou a Luigi que continuasse imediatamente sua viagem para a Polônia, seu verdadeiro destino, e em 7 de setembro de 1555 Luigi deixa Augsburgo. Assim, depois de Giovanni Morone e Zaccaria Delfino, o último representante papal ainda deixado na sede abandonou a Dieta, que terminou três semanas depois, com o reconhecimento oficial do protestantismo no Império (Paz de Augsburgo), selando assim a ruptura do cristianismo  na Europa.
Na instrução para a missão na Polônia, redigida pelos cardeais Alessandro Farnese e Iacopo Puteo, alertou para o perigo de uma disputa geral sobre problemas confessionais, como ocorria no Império. Além disso, o elemento católico tinha que ser fortalecido na vida pública como um todo, recorrendo a pregadores e professores confiáveis e por meio do controle da imprensa e da proibição da importação de livros luteranos da Germânia.
Ele teve que perceber imediatamente que a situação confessional na Polônia era desesperadora: "as coisas da fé e da Igreja neste Reino são reduzidas a termos muito ruins". O protestantismo também foi muito difundido na aristocracia, que teve como porta-voz o príncipe Nicolau Radziwiłł, chanceler e grão-marechal da Lituânia, bem como o Palatino de Vilna. Em sua tentativa de chantagear o país, Luigi não podia contar com o apoio do rei, que fez reivindicações inaceitáveis mesmo através de seu enviado especial a Roma, Stanislao Maciejowski (uso do vernáculo na liturgia, comunhão sub utraque specie, casamento para sacerdotes e convocação de um concílio nacional). O núncio foi apoiado pelo episcopado, especialmente por Mikołaj Dzierzgowski, arcebispo de Gniezno e primaz da Polônia, e por Stanisław Hozjusz, bispo de Vármia.
De fevereiro a outubro de 1556, permaneceu em Łowicz, residência do arcebispo de Gniezno. Daqui ele escreveu a Radziwiłł em 21 de fevereiro, para tentar trazê-lo de volta à fé católica. A carta, no entanto, permaneceu sem resposta. Em abril e junho de 1556, após uma profanação das hóstias, uma certa Dorothea Łazęcka e vários judeus foram queimados na fogueira em Sochaczew e Płock. Em numerosos panfletos, os protestantes atacaram violentamente Lippomano como responsável pela execução, além do rei e o arcebispo de Gniezno.
Algum sucesso foi alcançado por Luigi na reforma interna da Igreja. Juntamente com Mikołaj Dzierzgowski, em abril e maio de 1556, visitou as dioceses de Gniezno, Pozna, Włocławek e Płock. Com os respectivos capítulos, cuja colaboração Luigi considerou indispensável, aconselhou sobre os meios mais adequados para sanar os problemas. Os cônegos garantiram-lhe por escrito a sua colaboração na reforma dos respectivos bispos de acordo com as disposições do Concílio de Trento. Em setembro, participou de Łowicz no sínodo provincial, presidido pelo arcebispo de Gniezno, no qual foi elaborada uma Confessio fidei católica - em grande parte com base na fórmula da Universidade de Louvain - como resposta à profissão de fé reformada da Dieta de Piotrków de maio de 1555. Em dezembro participou da Dieta Polonesa em Varsóvia, caracterizada por forte antagonismo entre católicos e protestantes. Imediatamente depois ele deixou o país, onde, no final, ele se viu isolado até mesmo entre os católicos. Sem dúvida, no entanto, a sua nunciatura fortaleceu o catolicismo na Polônia e, sob sua liderança, a reforma da Igreja foi iniciada.
Depois de uma breve parada em Verona, onde se recuperou de um ataque de gota, Luigi chegou a Roma em junho de 1557. Aqui permaneceria até sua morte, assumindo uma posição de destaque na Cúria. Em outubro, Paulo IV o nomeou seu secretário pessoal, colocando-o no topo dos secretários papais responsáveis pelos assuntos públicos. Em 1558 cedeu a diocese de Verona ao seu sobrinho e coadjutor Agostino Lippomano e foi nomeado bispo de Bergamo. Nesse período, depois da desgraça do sobrinho de Paulo IV, o cardeal Carlo Carafa, era considerado o prelado mais poderoso da Cúria. Apesar da estreita relação de confiança que o ligava a Paulo IV, Luigi não conseguiu obter o cardinalato; o nascimento ilegítimo é por vezes citado como o motivo da falta da púrpura.
Morreu em Roma em 15 de agosto de 1559, três dias antes de seu patrono Paulo IV, após uma curta doença e foi sepultado na Igreja de Santa Caterina dei Funari.

## Escritor e Hagiógrafo
Além de sua atividade pastoral e diplomática e como conselheiro na administração central da Igreja, Luigi se destacou como autor de escritos dogmáticos e hagiográficos. Os textos, nascidos de um profundo interesse pelas Sagradas Escrituras e pelos Padres da Igreja, foram concebidos em boa medida para auxiliar o clero, inclusive para defender a doutrina católica contra o protestantismo.
Após o Sermoni sopra tutte le principali feste dell'anno (Veneza 1536) escreveu um pequeno tratado teológico sobre o Credo (Esposizione volgare sopra il Simbolo, ibid., G. Scotus, 1541), depois a Catena in Genesim (Paris, C . Guillard, 1545), uma coletânea de comentários escritos por cerca de sessenta autores gregos e latinos, dedicados, como a Esposizione, a Paulo III e integrados pela Catena in Exodum (ibid., C. Guillard, 1550) e pela Catena in Psalmos (publicado postumamente por seu sobrinho Andrea, Roma, In aedibus Populi Romani, 1585). A fim de refutar a doutrina protestante, em 1553 (Veneza, Ao sinal da esperança) foi publicada a obra de três partes Confirmatione et stabilimento di tutti li dogmi cattolici, na qual trata, entre outras coisas, da doutrina da Igreja: primazia e infalibilidade do Papa (I), graça, predestinação e justificação (II) e sacramentos (III).
Nesse período, incentivado pelo cardeal Marcello Cervini, Luigi já havia começado a trabalhar em sua obra principal Sanctorum Priscorum Patrum Vitae, que deveria incluir um total de oito volumes (I-V, Veneza, Ao sinal da esperança, 1551-56; VI, Roma, Ex officina Salviana, 1558; VII-VIII, ibid., A. Blado, 1558 e 1560, vol. VIII publicado postumamente por seu sobrinho Girolamo). A coleção, nascida com a colaboração de numerosos estudiosos, incluindo o humanista Gentien Hervet e o zelador da Biblioteca do Vaticano e futuro cardeal Guglielmo Sirleto, continha também a primeira edição latina de Simeão Metafrasta, o martirológio de Ado de Vienne e o Pratum spirituale de João Mosco. O trabalho formou a base para a vida dos santos de Laurentius Surius e dos bolandistas, mas geralmente é considerado de valor científico medíocre.

### Obras
- Catena in Genesim ex authoribus ecclesiasticis plus minus sexaginta, iisque partim graecis, partim latinis, connexa (1545)
- De probatis sanctorum historiis, partim ex tomis Aloy Lipomani, doctissimi Episcopi, p...ex... manuscriptis... collectis per F. L. Surium carth
- De vitis sanctorum ab Aloysio Lipomao, Episcopo Veronae, Viro Doctissimo, Olim conscriptis : Nunc primùm à F. Laurentio Surio Carthusiano emendatis, & auctis
- Sanctorum Priscorum Patrum Vitae: Per Gravissimos Et Probatissimos Avctores Conscriptae. Quae Instante R.P.D. Aloysio Lipomano, Episcopo Veronensi, Nunc Primum Ex Symeone Metaphraste Graeco Auctore Latinae Factae Sunt (1551)
- Duae epistolae altera Aloysii Lipomani Venetii, Episcopi Veronae, Rom: Ponificis in Polonia Legati, ad Illustrissimum Principem Nicolaum Radivilum Palatinum Wilniensem, &c: Altera vero eiusdem Illustrissimi D. Radivili ad Episcopum et Legatum illum (1556)